# 格拉纳达大屠杀
格拉纳达大屠杀发生于1066年12月30日，当时一群穆斯林洗劫了穆斯林泰法治下的格拉纳达皇宫，处死了当时的犹太维齐尔约瑟夫·伊本·纳格勒拉（希伯來語：‎，1035年9月15日出生），并屠杀了整个城市的犹太人。
事情的起因是约瑟夫·伊本·纳格勒拉试图将格拉纳达出卖给邻国，以换取自己为王。结果事情败露，导致人民暴乱，在1066年12月30日洗劫皇宫，捉拿并以十字架之刑处死了他。同时一天之内城中被杀的犹太人至少1,500户，人数超4,000。